# تو سیگما
تو سیگما (انگلیسی: Two Sigma) شرکت خدمات مالی آمریکایی است، که در سال ۲۰۰۱ توسط جان اوردک تأسیس شد.